# Torres del Río
Torres del Río es una villa y un municipio español de la Comunidad Foral de Navarra, situado en la Merindad de Estella, en la comarca de Estella Occidental y a 70 km de la capital de la comunidad, Pamplona. Su población en 2024 era de 115 habitantes (INE).

## Geografía
La localidad de Torres del Río está situada en la parte occidental de la Comunidad Foral de Navarra. en la región geográfica de la Zona Media de Navarra o Navarra Media y la comarca geográfica de Tierra Estella, a una altitud de 459 m s. n. m. Su término municipal tiene una superficie de 12,81 km² y limita al norte y al este con el municipio de Sansol, al sur con los de Lazagurría y Bargota y al oeste con el de Armañanzas.

## Historia
La Villa de Torres del Río se encuentra situada a mitad de camino entre las localidades de Los Arcos y Viana, al borde de la antigua ruta de peregrinación a Santiago, dominando un alto junto a la colina de Sansol, en un paraje pintoresco. Esta localidad existía ya antes de la invasión musulmana. En su área se hallaron restos romanos de una explotación agrícola, así como cerámicas y alguna piedra labrada (encontrada a alrededor de 1 km del pueblo en dirección a Logroño). Todo ello hace pensar que fue un asentamiento ya durante la época romana.
Durante la invasión musulmana de la península ibérica se incorporó a los territorios ocupados por los musulmanes siendo reconquistada tras la toma de Monjardín. Ya en poder cristiano tuvo un monasterio que en 1109 donó Jimeno Galíndez a Iratxe (“Justa Illo Kamino”). 
En 1172 el papa Alejandro III acogió al Monasterio de Santa María la Real de Irache y a su antiguo abad Viviano bajo su protección y confirma las posesiones de dicho monasterio, incluido Torres (“Turres”) con todas sus pertenencias.
Aymeric Picaud, un peregrino del siglo XII, menciona a Torres en su Codex Calistinus y hace referencia a su río Linares por tener agua venenosa. Este dato será recogido también por otro peregrino del siglo XIV, Geofroi de Buletot, en su Dietario íntimo (1381): «Hay que guardarse de los ríos malos y venenosos, tales como el de Torres de Sansol».
Posteriormente, en 1492, Iranzu compra a Torres del Río y Sansol el regadío de la Monjía. En esta villa tenía pechero Don Alvar Díaz de Medrano, hijo de Juan Martínez de Medrano, a quien los compró el propio concejo, que en 1341 acabó por entregar todo el pueblo al señorío del Rey, con la condición de poder disfrutar del fuero de Viguera, confirmándolo unos años después el Rey Don Felipe III de Navarra.
Por la sentencia arbitral de Luis XI de Francia, en las disputas entre Enrique IV de Castilla y Juan II de Aragón, la villa quedó anexionada a Castilla desde 1463 hasta 1753. Sin embargo siguió rigiéndose por los fueros navarros y económicamente siguió perteneciendo a Navarra,  aunque se convirtió en localidad castellana durante casi tres siglos.
Durante la ocupación napoleónica tuvo lugar  allí el 19 o el 20 de noviembre de 1809 una batalla entre una unidad francesa bajo el Coronel Belloc y un grupo guerrillero bajo el mando de Francisco Xavier Mina. Los franceses disponían de 800 hombres de infantería y ochenta a caballo, mientras que los guerrilleros sumaban cerca de 500 hombres, más una partida al mando de "Cuevillas" y algunos voluntarios de Torres, Sansol y Los Arcos. También andaba cerca el "Marquesito" con sus guerrilleros, que no tomaron parte en el combate. La lucha duró hasta el anochecer y los franceses, temiendo ser derrotados si se unían también las tropas del "Marquesito", se retiraron a una altura próxima a Los Arcos, donde encendieron hogueras. Mina creyó que estaban acampados y avanzó cautelosamente por la noche para sorprender al enemigo, pero cuando llegaron a las hogueras se encontraron con que los franceses habían huido. Mina les persiguió hasta las inmediaciones de Estella pero no logró darles alcance. El trece de junio del año 1811: día del Corpus Christi, el vicario de Torres, don Juan Miguel de Aramendia, fue fusilado por los franceses.
En cumplimiento de la Ley de Desamortización del 1 de mayo de 1855 se vendieron en esta localidad, en 1863, cuatro fincas rústicas y un sitio casal; en 1886, la casa n.º 10 de la calle San Pedro.
Hasta la reforma de la nomenclatura municipal de 1916 el municipio se llamaba simplemente Torres. En dicha fecha su nombre fue modificado por el de Torres del Río.
La represión de la llamada "época azul", que sucedió al estallido de la guerra civil española el 18 de julio de 1936, tuvo en Torres del Río una víctima: Florentino Rubio, natural de la localidad, que fue asesinado en marzo de 1937 por falangistas.

## Símbolos
El escudo de armas de la villa de Torres del Río tiene el siguiente blasón:

Trae de gules y cinco torres de oro, almenadas de tres, puestas en sotuer.

En su antiguo sello figuraban dos palmas puestas en sotuer (aspa), el cual está pintado en la galería del Palacio de Navarra en campo de gules (rojo), con la diferencia de que las palmas están sumontadas (aparecen encima) de un creciente (luna creciente) de plata y en jefe (parte superior del escudo) aparece una estrella de seis puntas de oro. La estrella y el creciente pertenecen a un sello antiguo de la villa de Torralba del Río, y el error se debió a su similitud con el nombre de esta localidad.

## Demografía
Torres del Río cuenta con una población de 115 habitantes (INE 2024).
| Gráfica de evolución demográfica de Torres del Río entre 1842 y 2021 |
| |
| Población de derecho según los censos de población del INE Población de hecho según los censos de población del INEEn este censo se denominaba Torres y La Monjía: 1842 En estos censos se denominaba Torres: 1857, 1860, 1877, 1887, 1897, 1900 y 1910 |

## Administración y política
| Partido político               | 2019  | 2019       | 2015  | 2015       |
| Partido político               | %     | Concejales | %     | Concejales |
| Navarra Suma (NA+)             | 52,86 | 5          | —     | —          |
| Unión del Pueblo Navarro (UPN) | —     | —          | 69,01 | 5          |